# Samuel Axe
Samuel Axe foi um corsário inglês a serviço dos holandeses no início do século XVII.
Servir com forças inglesas na Holanda durante a Guerra holandesa de Independência, Axe viajou para a ilha de Providência, a oeste o Mar do Caribe, onde ele ajudou na construção da fortaleza, em 1629. No entanto, depois de um desentendimento com o Daniel Elfrith (possivelmente durante a captura de espanhóis e portugueses traficantes de escravos durante o início da década de 1630 ), ele logo deixou a ilha com Abraham Blauvelt e Sussex Camock e partiu para Honduras em 1633.
Em 1635, ele aceitou uma carta de corso holandesa, apesar de ser empregado na Companhia das Ilhas de Providência e, entre 1636 a 1641, atuou como um corsário para a empresa de comércio inglesa.
Embora tenha voltado brevemente a Providência para ajudar a ilha na defesa contra os ataques espanhóis em 1636, Axe teve uma carreira de corsário bem-sucedida capturando um prêmio, incluindo ouro, prata, jóias, índigo, e cochonilha, quando ele retornou para a Inglaterra em Maio de 1640.
Depois da invasão de Providência por parte da Espanha, em 1641, a Empresa da Ilha de Providência foi dissolvida. Escapando para São Cristóvão, Axe viria a participar de uma expedição de corso sob o Capitão William Jackson para as Índias ocidentais de 1642 a 1645, em que os corsários conseguiram capturar a Jamaica.

## Leitura complementar
- Índice, Karen Ordahl. Providence Island, 1630-1641: O Outro Puritano Colônia. Cambridge: Cambridge University Press, 1993. ISBN 978-0-521-55835-8
- Rogozinski, Jan Piratas!: Bandidos, Piratas e Corsários na Verdade, a Ficção e a Lenda. Nova York: Da Capo Press, 1996. ISBN 978-0-306-80722-0